# ヨーロッパグランプリ (ロードレース)
ヨーロッパグランプリ（ヨーロッパGP、European Grand Prix ）は、1991年から1995年までロードレース世界選手権の一戦としてスペインで開催されていたオートバイレースのイベントである。

## 概要
元々は1991年、ロードレース世界選手権のカレンダーに組み込まれていたユーゴスラビアGPがユーゴスラビア紛争のために開催できなくなり、代替レースとしてハラマ・サーキットで開催されたのが始まりである。スペイン国内でのグランプリであったが、すでにスペインGPが開催されていたため、1カ国1グランプリの原則によってヨーロッパGPとされた。
その後ユーゴスラビアGPは再開されることなく、そのままヨーロッパGPが舞台をカタロニア・サーキットに移して1995年まで続けられた。
カタロニア・サーキットでのグランプリは1996年以降もカタルーニャGPとして継続して開催されている。
1995年を最後に開催されなくなったが、2020年に新型コロナウイルス感染症の影響によるシーズン中断・再編で、バレンシアグランプリの開催地サーキットであるバレンシア・サーキットにて「ヨーロッパグランプリ」の名称で行われた。

## ヨーロッパGPの歴代優勝者
| 年   | サーキット | 125cc                          | 250cc                              | 500cc                            |
| ---- | ---------- | ------------------------------ | ---------------------------------- | -------------------------------- |
| 1991 | ハラマ     | ロリス・カピロッシ（ホンダ）   | ルカ・カダローラ（ホンダ）         | ウェイン・レイニー（ヤマハ）     |
| 1992 | カタロニア | エツィオ・ジャノーラ（ホンダ） | ルカ・カダローラ（ホンダ）         | ウェイン・レイニー（ヤマハ）     |
| 1993 | カタロニア | 上田昇（ホンダ）               | マックス・ビアッジ（ホンダ）       | ウェイン・レイニー（ヤマハ）     |
| 1994 | カタロニア | ダーク・ラウディス（ホンダ）   | マックス・ビアッジ（アプリリア）   | ルカ・カダローラ（ヤマハ）       |
| 1995 | カタロニア | 青木治親（ホンダ）             | マックス・ビアッジ（アプリリア）   | アレックス・クリビーレ（ホンダ） |
| 年   | サーキット | Moto3                          | Moto2                              | MotoGP                           |
| 2020 | バレンシア | ラウル・フェルナンデス（KTM）  | マルコ・ベッツェッキ（カレックス） | ジョアン・ミル（スズキ）         |

## ヨーロッパGPが開催されたサーキット

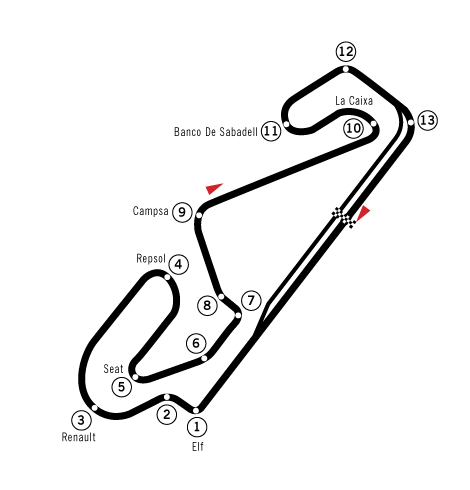
カタロニア・サーキット
北緯41度34分10秒 東経2度15分27秒 / 北緯41.56944度 東経2.25750度
ハラマ・サーキット
北緯40度37分2秒 西経3度35分8秒 / 北緯40.61722度 西経3.58556度